# Club'in
Club'in je název remixového alba Ruslany, které obsahuje remixy z alba Wild Dances a některých další písní („Wind Song,“ „Drum'n'Dance“).
Byla uspořádána soutěž o 12 nejlepších remixů písní Ruslany. Vítězné remixy byly zařazeny na toto album.

## Seznam skladeb
| Pořadí | Název                                                      | Délka |
| ------ | ---------------------------------------------------------- | ----- |
| 1.     | Wild Passion (DJ Small & LV Club Mix)                      | 7:11  |
| 2.     | Dance with the Wolves (Harems Disco Mix)                   | 4:15  |
| 3.     | Hey, Go with Me (DJ Small & LV Club Mix)                   | 8:23  |
| 4.     | Play, Musician (Treat Brothers Happy Dub)                  | 7:37  |
| 5.     | Wind Song (Michael Nekrasov Zebra Mix)                     | 5:11  |
| 6.     | Wild Dances (DJ Small & LV Club Mix)                       | 8:46  |
| 7.     | The Same Star (Treat Brothers Re-Pop)                      | 3:46  |
| 8.     | The Tango We Used to Dance (DJ Small & LV Club Mix)        | 8:57  |
| 9.     | Dance with the Wolves (Treat Brothers Remix)               | 6:41  |
| 10.    | The Same Star (DJ Zebra & Sergei Repin Fusion House Remix) | 5:49  |
| 11.    | Wind Song (DJ Small & LV Club Mix)                         | 7:40  |
| 12.    | Wild Dances (C.Y.T. vs DJ Nick 2005 Club Edit)             | 4:08  |

## Žebříčky
| Země     | Žebříček          | Vrchol |
| -------- | ----------------- | ------ |
| Ukrajina | UMKA Album Top 12 | 1      |